# Svidande affärer
Svidande affärer eller Historien om de fuktskadade gitarrerna är en svensk TV-film från 1991, i regi av  Lars Forsberg.
Filmen handlar om pengar på alla nivåer i 1990-talets Göteborg. Den premiärvisades på TV2 den 14 februari 1991.

## Rollista
- Niklas Falk – Victor Emanuel Anderson
- Christina Stenius	– Anita, servitris
- Martin Berggren – berättaren/arbetsförmedlare/restauranggäst/pianist m.m.
- Klas Jahnberg – disponent Green
- Agneta Danielson – Dolores
- Anders Janson – Ronnie, biluthyrare
- Gerd Hegnell – Mona, gatflicka
- Sven Berle – präst
- Inga Edwards – elegant hotellgäst
- Christian Fiedler	– hovmästare på lyxrestaurang
- Ernst Günther – Victors granne
- Dan Sjögren – Victors gamla lärare
- Bodil Mårtensson – grälande alkoholisthustru
- Sven-Åke Gustavsson – klockskojare
- Bernt Lundquist – pantbankskund som säljer revolver
- Lisbeth Johansson – Greens sekreterare
- Tomas Kronqvist – garderobiär
- Staffan Landahl – tjänsteman
- Jussi Larnö – herr Karlsson
- Mariann Rudberg – Birgitta, Victors gamla bekant
- Andreas Brandt – musiker
- Kjell Jansson – musiker
- Leif Selhag – musiker
- Christer Öhman – musiker
- Lennart Olsson – kund hos Mona
- Lasse Reis

### Fotnoter
1. ↑  ”Svidande affärer”. Svensk Filmdatabas. http://sfi.se/sv/svensk-filmdatabas/Item/?type=MOVIE&itemid=21668&ref=%2ftemplates%2fSwedishFilmSearchResult.aspx%3fid%3d1225%26epslanguage%3dsv%26searchword%3dsvidande+aff%C3%A4rer%26type%3dMovieTitle%26match%3dBegin%26page%3d1%26prom%3dFalse. Läst 3 augusti 2012.
2. ↑  Dagens Nyheter, 14 februari 1991, sid. 49 (B 11)